# D.C. (série télévisée)
Pour les articles homonymes, voir DC.
D.C. est une série télévisée américaine en sept épisodes de 45 minutes créée par John Août et Daniel Cerone dont seulement quatre épisodes ont été diffusés du 2 au 23 avril 2000 sur le réseau The WB.
En France, elle a été diffusée à partir du 20 février 2001 sur Téva. Néanmoins, elle est inédite dans les autres pays francophones.

## Synopsis
Mason Scott (Gabriel Olds), est un jeune diplômé de l'université qui rêve de venir à Washington, DC avec des idéaux en tête. Son meilleur ami est Pete Komisky (Mark-Paul Gosselaar), un lobbyiste beaucoup plus cynique sur la "crasse" de la capitale. Ils cohabitent avec la sœur de Mason, Scott Finley (Jacinda Barrett), qui a abandonné ses études supérieures pour vivre à Washington. Pour compléter "la famille", Lewis Freeman (Daniel Sunjata), un greffier de la Cour suprême, et sa petite amie Sarah Logan (Kristanna Loken), qui travaille dans le cinéma.

## Fiche technique
- Titre original : D.C.
- Titre français : D.C.
- Création : John Août, Daniel Cerone
- Réalisation : Joe Berlinger, Michael Fields
- Scénario :
- Direction artistique :
- Décors :
- Costumes :
- Image :
- Montage :
- Musique :
- Société de production : The WB Television Network
- Pays d'origine : États-Unis
- Langue : Anglais
- Format : Couleurs - 35 mm - 1,78:1 - Son
- Durée : 60 min.
- Nombre d'épisodes : 7 (1 saison)
- Date de première diffusion :  États-Unis : 2 avril 2000

## Distribution
- Jacinda Barrett : Scott Finley
- Mark-Paul Gosselaar : Pete Komisky
- Kristanna Loken : Sarah Logan
- Gabriel Olds : Mason Scott
- Daniel Sunjata : Lewis Freeman

## Épisodes
1. titre français inconnu (Pilot)
2. titre français inconnu (Truth)
3. titre français inconnu (Justice)
4. titre français inconnu (Blame)
5. titre français inconnu (Party)
6. titre français inconnu (Trust)
7. titre français inconnu (Guns and Roses)